# 米沢警察署
米沢警察署（よねざわけいさつしょ）は、山形県警察が管轄する警察署の一つである。

## 管轄区域
- 米沢市
- 東置賜郡 川西町

## 所在地
- 山形県米沢市城北二丁目3番19号

## 沿革
- 1875年（明治8年） - 前身となる『米沢警察出張所』設置
- 1877年（明治10年） - 『米沢警察署』へ改称
- 1901年（明治34年）11月3日 - 米沢市南置賜郡警察署が米沢市大町948番地に移転[1]。
- 1917年（大正6年） - 米沢大火により庁舎焼失
- 1948年（昭和23年）〜1954年（昭和29年） - 米沢市警察の設置により『米沢市警察署』の名称となる。

## 交番

### 米沢市
- 駅前交番 - 米沢市駅前1丁目1-41
- 西部交番 - 米沢市御廟1丁目3-20
- 大門交番 - 米沢市門東町2丁目2-2
- 北部交番 - 米沢市中田町8-2

## 駐在所

### 米沢市
- 上郷駐在所 - 米沢市大字川井3870-1
- 関根駐在所 - 米沢市大字三沢10256
- 田沢駐在所 - 米沢市大字口田沢2358-7
- 万世駐在所 - 米沢市中田町8-2
- 広幡駐在所 - 米沢市広幡町上小菅2702
- 南原駐在所 - 米沢市大字笹野6220

### 川西町
- 川西駐在所 - 東置賜郡川西町大字上小松1735-4
- 犬川駐在所 - 東置賜郡川西町大字小松864-1
- 大塚駐在所 - 東置賜郡川西町大字大塚3047-5
- 玉庭駐在所 - 東置賜郡川西町大字玉庭4982-2
- 吉島駐在所 - 東置賜郡川西町大字洲島107